# Hogg (efternamn)
Hogg är namnet på en skotsk klan och därmed ett traditionellt skotskt efternamn. Det kan ingå som en del i geografiska namn.

## Personer med efternamnet Hogg
- Douglas Hogg, 1:e viscount Hailsham (1872–1950), brittisk politiker
- Douglas Hogg, 3:e viscount Hailsham (född 1945), brittisk politiker
- Helen Sawyer Hogg (1905–1993), amerikansk-kanadensisk astronom
- Ian Hogg (född 1937), engelsk skådespelare
- Ian Hogg (1911–2003), brittisk sjöofficer
- Ian Hogg (född 1989), nyzeeländsk fotbollsspelare
- Ian V. Hogg (1926–2002), brittisk artilleriofficer och författare
- James Hogg (1770–1835), skotsk poet och romanförfattare
- James Hogg (1790–1876), irländsk politiker och kolonialtjänsteman
- Jim Hogg (1851–1906), amerikansk politiker
- John Hogg (född 1949), australisk politiker
- John Hogg (1800–1869), engelsk biolog
- Jonathan Hogg (född 1988), engelsk fotbollsspelare
- Quintin Hogg (1845–1903), engelsk köpman och filantrop
- Quintin Hogg, baron Hailsham av St Marylebone (1907–2001), engelsk politiker
- Robert Hogg (1818–1897), skotsk pomolog
- Robert L. Hogg (1893–1973), amerikansk politiker från West Virginia
- Robert V. Hogg (född 1924), amerikansk statistiker, professor vid University of Iowa
- Smokey Hogg (1914–1960), amerikansk bluesmusiker
- Wendy Hogg (född 1956), kanadensisk simmare